# Ferry de Staten Island

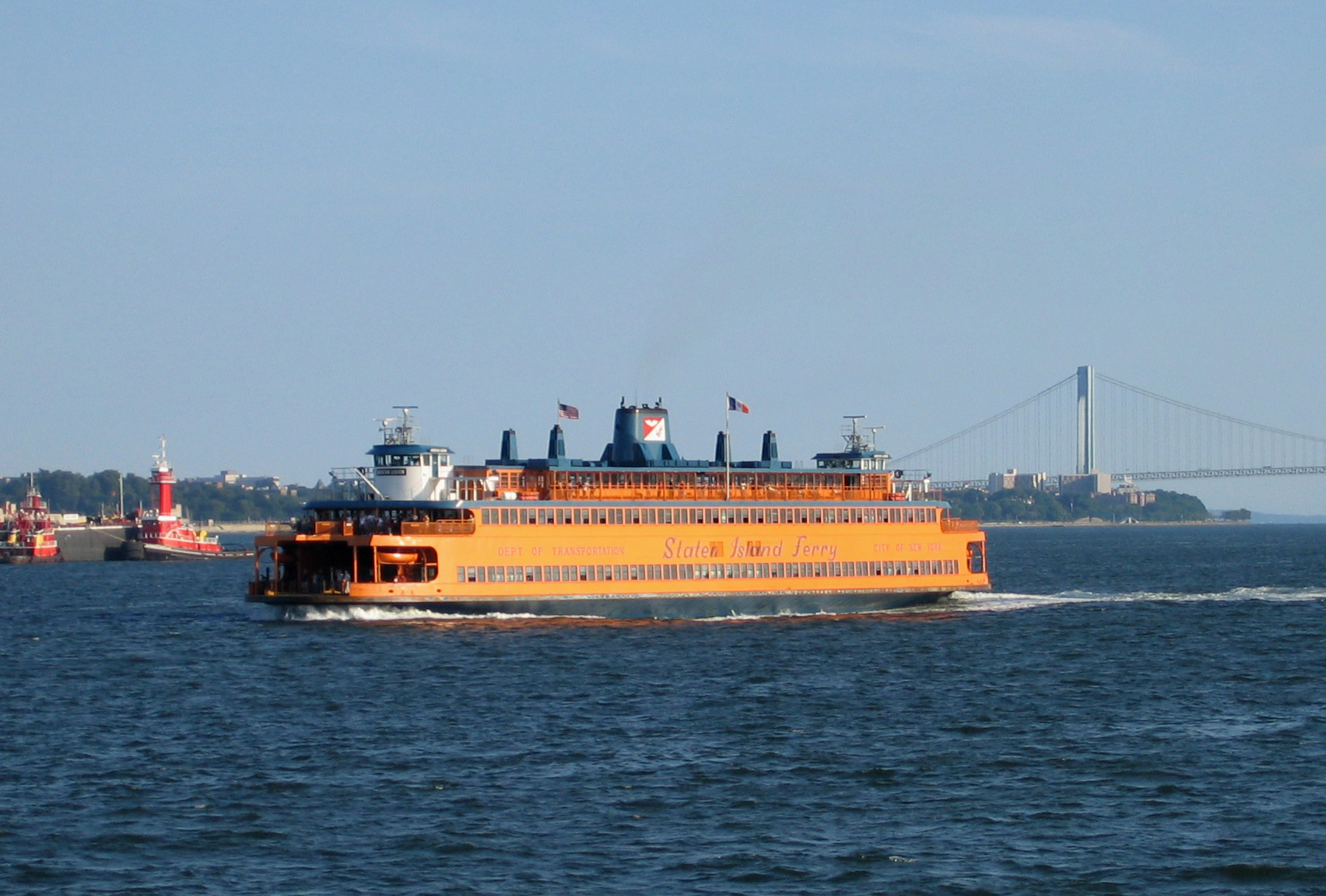
Ferry de Staten Island

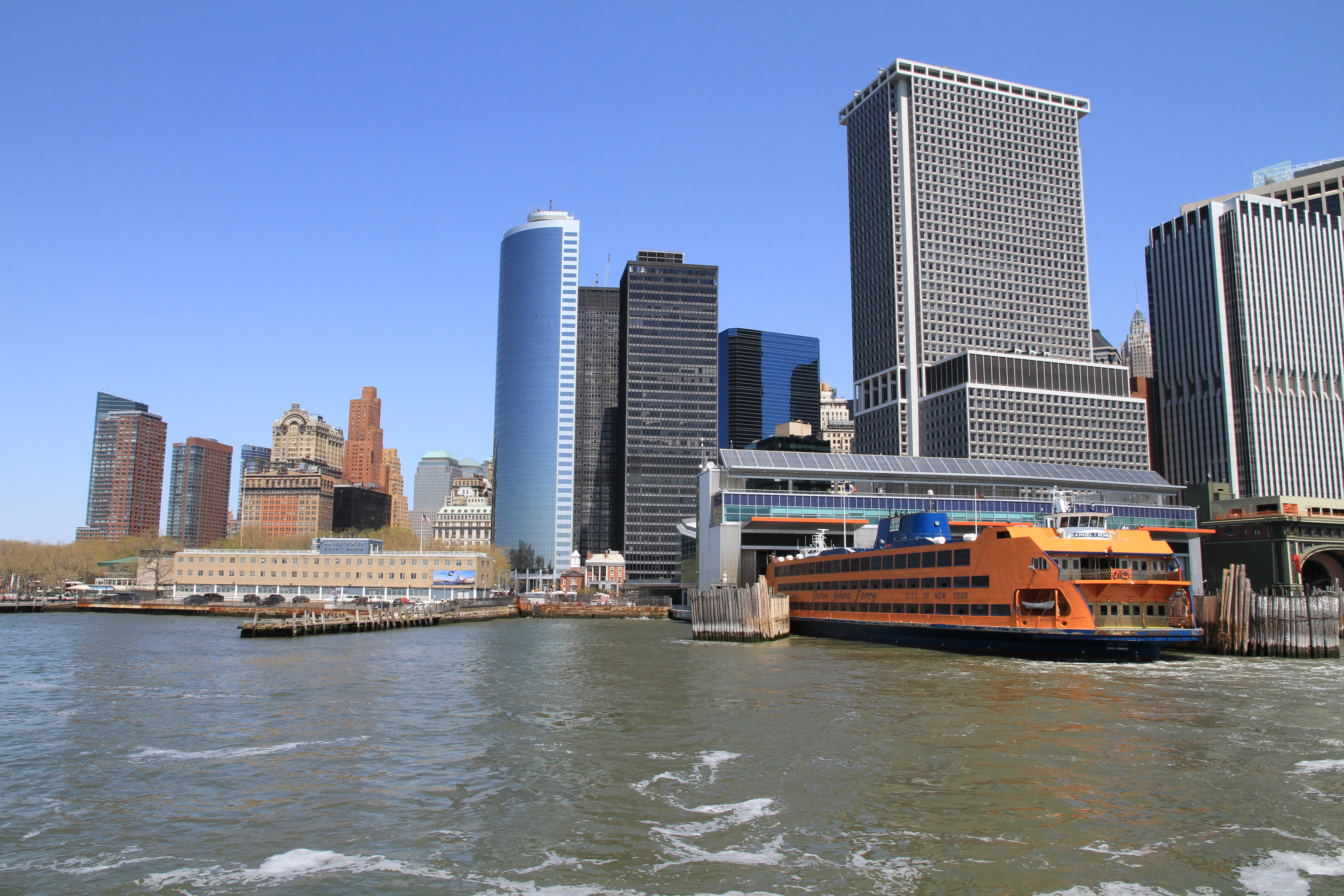
Terminal del ferry de Staten Island en el sur de Manhattan

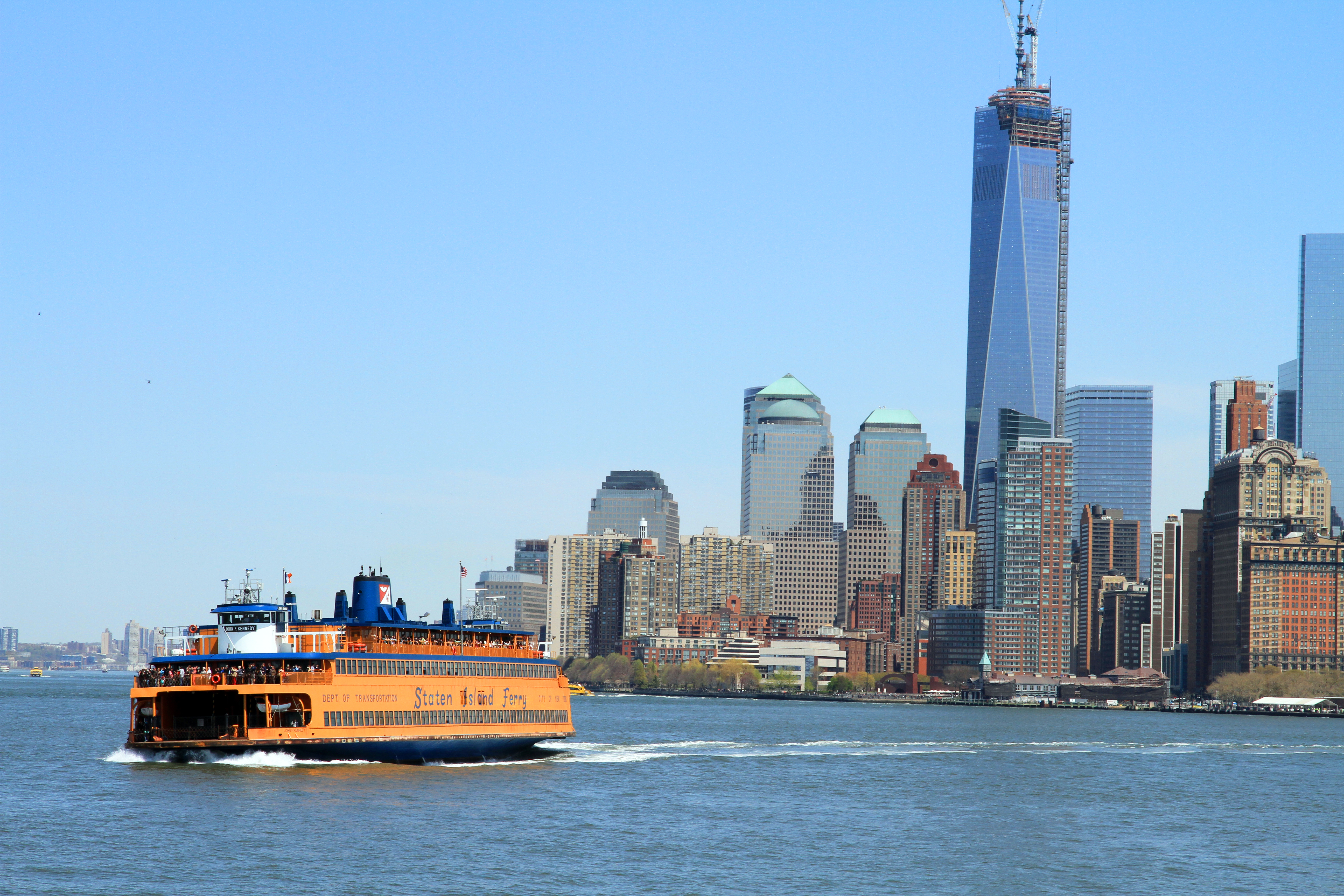
El ferry John F. Kennedy

El ferry de Staten Island es un servicio fluvial de transbordador operado por el Departamento de Transporte de la Ciudad de Nueva York entre la isla de Manhattan y el distrito de Staten Island.
El ferry zarpa cada media hora del Terminal Whitehall, situado junto al Battery Park, y atraca en el muelle Saint George. El servicio, ininterrumpido a lo largo de todo el año, es gratuito, y sigue un trayecto de 8 kilómetros con una duración de 25 a 30 minutos.

## Características
El trayecto se efectúa por el cauce del río Hudson y ofrece panorámicas de “La Gran Manzana”, frase con la que el periodista deportivo John J. Fitz Gerald describió a la ciudad de Nueva York en los años veinte. En su recorrido se pueden apreciar vistas de la Estatua de la Libertad, el célebre horizonte arquitectónico de Manhattan y el puente de Verrazano. 
El servicio transporta a unos 19 millones de pasajeros al año, es decir a unos 60 mil diariamente, entre turistas y habitantes de las dos orillas. En conjunto, ocho transbordadores efectúan unos 33 mil viajes anuales, es decir, unos 109 diarios.
La historia de la línea se remonta al siglo XVIII, cuando el transporte de pasajeros de un distrito a otro se efectuaba en pequeñas embarcaciones privadas. Durante un largo periodo el servicio estuvo a cargo de la Richmond Turnpike Company, pero a causa de un grave accidente sucedido el 14 de junio de 1901, su gestión pasó a manos del ayuntamiento de la ciudad de Nueva York.
El ferry se ha revestido de suma importancia para el actual sector turístico de la ciudad, pues ha pasado de ser un medio de transporte común a convertirse casi en un icono de Nueva York, con reiteradas apariciones en películas y en series de televisión.